# 김홍균
김홍균(金烘均, 1961년 ~ )은 대한민국의 외교관이다. 외교부 제1차관이었다.
1961년 부산에서 태어났으며, 서울대학교 졸업 이후 외교부에 입부하였다. 주로 한미관계 분야에서 근무하였으며, 한반도평화교섭본부에서 근무하였다. 박근혜 정부에서는 한반도평화교섭본부장을 지냈으며 6자회담 수석대표로서 활동하였다. 윤석열 정부에서 외교부 제1차관으로 임명되었다.

## 경력
- 1984. 5. 제18회 외무고시 합격
- 1984. 7. 외무부 입부
- 1990. 1. 주미국 대한민국 대사관 2등서기관
- 1992. 11. 주세네갈 대한민국 대사관 1등서기관
- 1997. 12. 주제네바 대한민국 대표부 1등서기관
- 2002. 2. 국민의 정부 대통령비서실 행정관
- 2003. 2. 북미2과장
- 2003. 12. 주태국 대한민국 대사관 참사관
- 2005. 12. 외교통상부 장관보좌관
- 2006. 7. 한미안보협력관
- 2006. 12. 참여정부 대통령비서실 선임행정관
- 2008. 1. 주벨기에 유럽연합 대한민국 대사관 공사참사관
- 2009. 12. 평화외교기획단장
- 2012. 2. 미국 프린스턴대 우드로월슨 공공정책국제대학원 파견
- 2013. 1. 박근혜 대통령직인수위원회 파견
- 2013. 3. 대통령실 파견(국제협력비서관)
- 2014. 1. 국가안보실 파견(정책조정비서관 겸 NSC사무차장)
- 2015. 3. 차관보
- 2016. 2.~2017. 9. 한반도평화교섭본부장
- 2019. 9.~2022. 8. 동아대 국제전문대학원 겸임교수
- 2022. 3.~2022. 4. 제20대 대통령직인수위원회 외교안보분과 전문위원
- 2022. 10.~2024. 1. 주독일 대한민국 대사
- 2024. 1.~2025. 6. 제9대 외교부 제1차관